# 직동축구장
직동축구장(直洞蹴球場, Jikdong Football Field)은 대한민국 경기도 의정부시에 있는 스포츠 시설이다. 인조잔디 필드가 갖춰진 축구 경기장이며, 2008년 6월에 준공되었다.

## 참고 문헌
- “직동축구장”. 의정부시시설관리공단. 2020년 3월 25일에 원본 문서에서 보존된 문서. 2020년 3월 25일에 확인함.
- 《전국 공공체육 시설 현황 (2017년말 기준)》. 대한민국 문화체육관광부. 2019.